# Tazumuddin
Tazumuddin (en bengali : তজমুদ্দিন) est un Upazila du district de Bhola, division de Barisâl, au Bangladesh. On y retrouve 20 444 habitations sur une superficie de 512,92 km2. L'Upazilla compte 5 sous-divisions, 63 Mauzas/Mahallas et 91 villages.
Selon le recensement de 1991, la population s'élevait à 116 822, dont 51,94 % d'hommes et 51 881 des habitants avaient 18 ans ou plus. On compte 27 % de personnes sachant lire et écrire de plus de 7 ans contre une moyenne nationale de 32,4 %.